# Ležáky
Ležáky (německy Ležak, od roku 1939 Lezaky) byla osada na Chrudimsku. Osadu tvořilo osm domů seskupených na pravém břehu říčky Ležák, patřících k Habrovči, tehdy části obce Louka (dnes sloučeno do obce Vrbatův Kostelec), a sousedící Švandův mlýn na levém břehu, patřící k Dachovu, části obce Miřetice. Dne 24. června 1942, 14 dní po vyhlazení Lidic v důsledku heydrichiády, byla osada vypálena a její obyvatelé zavražděni nacisty jako odplata za to, že v ní byla ukrývána vysílačka Libuše parašutistické skupiny Silver A, která spolupracovala na atentátu na zastupujícího říšského protektora Reinharda Heydricha. Po válce nebyly Ležáky obnoveny, ale na jejich místě vznikl památník. Pietní území v Ležákách je Národní kulturní památkou.

## Vyhlazení Ležáků
Od roku 1941 byly v Protektorátu Čechy a Morava vysazovány parašutistické skupiny, které měly za úkol navázat kontakt s odbojem, zlepšit spojení s exilovou vládou v Británii a vést diverzní akce proti německým okupantům. 27. května 1942 provedli parašutisté atentát na zastupujícího říšského protektora Reinharda Heydricha. To vedlo k masovým represím proti českému obyvatelstvu.
10. června byly demonstračně vyhlazeny Lidice na Kladensku, i když jejich obyvatelé neměli s atentátem nic společného. Parašutista Karel Čurda, oddělený od ostatních, se 16. června přihlásil na pražském gestapu a vypovídal i o odbojové síti na Pardubicku.

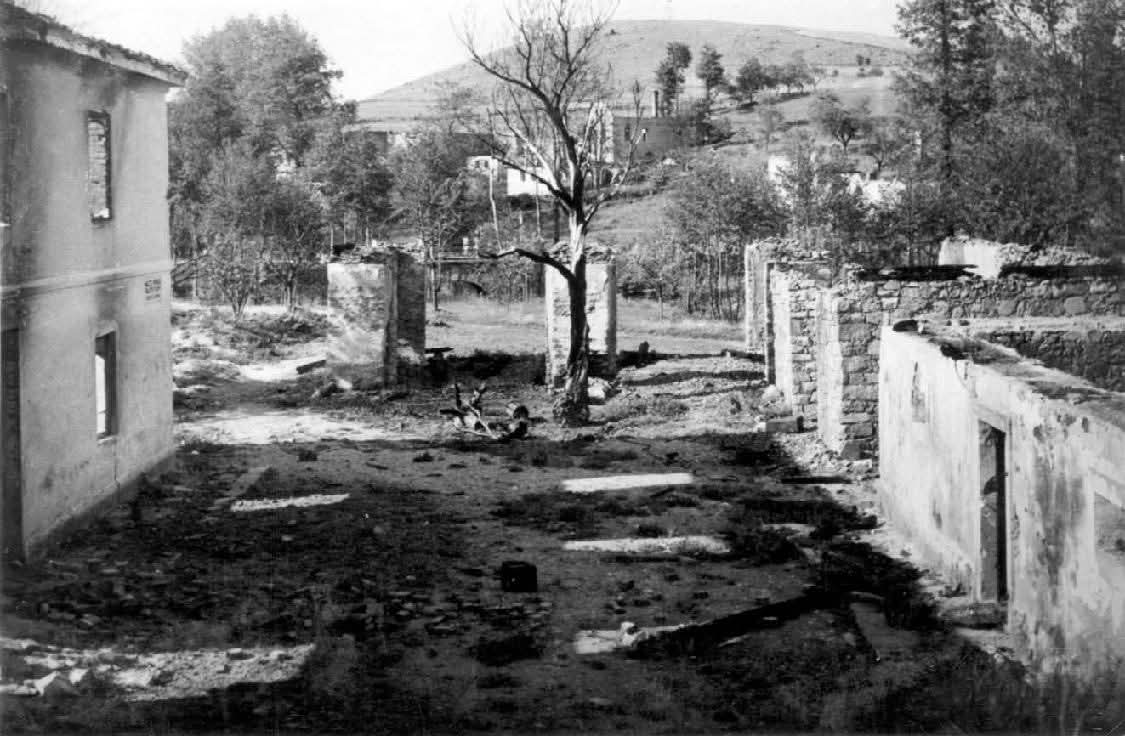
Pohled na vypálené Ležáky od Švandova mlýna

20. června byl zatčen její první člen, správce lomu Hluboká, v bezprostřední blízkosti Ležáků a 21. června ležácký mlynář Jindřich Švanda. Byli vyslýcháni a mučeni.
24. června časně odpoledne obklíčilo Ležáky 150 mužů pardubické roty 20. záložního policejního pluku „Böhmen“ pod vedením gestapa; na vnější kordón bylo povoláno 30 českých četníků z Chrudimi a Náchoda. Němci shromáždili obyvatele Ležáků i z okolí, kde se právě zdržovali (pro školní mládež si zajeli do skutečské školy), a odvezli je do pardubické vily Zámeček, kde policejní pluk sídlil a za heydrichiády popravoval. Následně domy vyrabovali a kolem páté zapálili; všech 33 obyvatel starších 15 let bylo po deváté hodině večer zastřeleno u Zámečku. 25., resp. 26. června byla zpráva o vyhlazení Ležáků zveřejněna.
Na podzim 1943 byly trosky budov strženy.

### Osud ležáckých dětí
Ležácké děti byly z Pardubic večer převezeny do dětského útulku v Praze a počátkem července do průchozího tábora v polské Lodži, kde prošly tříděním. Dvě z dětí byly vybrány jako vhodné k poněmčení a zbylých jedenáct 25. července předáno gestapu, které je usmrtilo patrně v plynové komoře v Chełmnu.
Vyhlazení Ležáků přežily sestry Jarmila a Marie Šťulíkovy, které byly odeslány na převýchovu do Třetí říše. Jarmila se dostala do rodiny zemědělského inženýra Rudolfa Paetla na území Polska. Po válce rodina sama nahlásila, že opatruje dítě určené k poněmčení. Marie byla umístěna do rodiny německého úředníka v Poznani.

## Památník a NKP Pietní území Ležáky

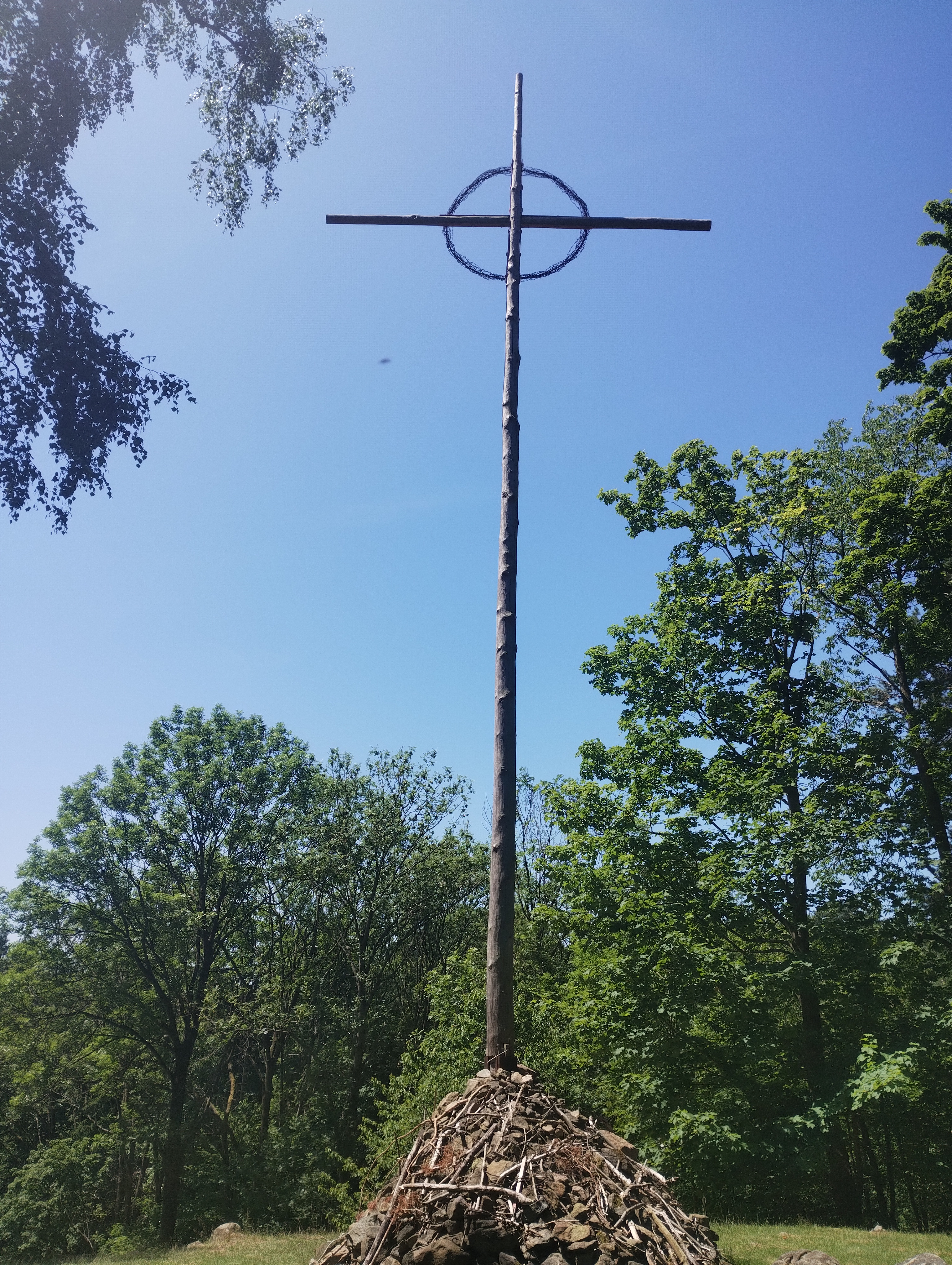
Dřevěný kříž vztyčený v roce 1945

Po druhé světové válce nebyly Ležáky obnoveny, ale na jejich místě vznikl památník. Prostor vypálené osady byl již bezprostředně po skončení války osazován intuitivními pomníky, seskládanými z navršených kamenů a s označením, kdo na místě žil. Na kopci Zárubka byl vztyčen dřevěný kříž.
Architekt Ladislav Žák během let 1946-1947 zpracoval koncept památníku, který ale nebyl v plném rozsahu zrealizován (upuštěno bylo například od stavby kaple na Zárubce). Na místech bývalých domů a v prostoru bývalého Švandova mlýna vznikly tzv. "hrobodomy" s vyznačenými půdorysy původních staveb, opodál pak stojí pomníky osob spojených s ležáckou tragédií. Společným znakem všech památníků je motiv vzdušného kříže vytesaný do kamenných stél. V 70. letech byla dokončena stavba objektu muzea. Pietní území v Ležákách bylo v roce 1978 a opětovně roku 1995 prohlášeno Národní kulturní památkou (NKP).
Od 1. června 2008 památník spravuje státní příspěvková organizace Památník Lidice. V roce 2009 byla v muzeu Památníku Ležáky otevřena stálá expozice s názvem Ležáky, osada, která nemlčela... Výstavní prostor tvoří dvě místnosti s vitrínami, v jedné místnosti je promítací plocha. Mezi exponáty je k vidění například replika vysílačky Libuše, která byla ukrývána v ležáckém mlýně a v lomu, či mlýnské kolo ze Švandova mlýna. Naproti budově muzea se nachází minigalerie (otevřena 2009), sloužící jako výstavní prostor pro prezentaci krátkodobých výstav.
Po několikaletém vyjednávání stát v roce 2018 odkoupil pozemky, na kterých se nachází příjezdová cesta k muzeu a bývalé lomy, kde obyvatelé Ležáků čekali na popravu, od soukromých vlastníků. Zaplatil za ně 5,5 milionu korun. Tím byla zjednodušena péče o celý památník.
Od roku 2011 nabízí Památník Ležáky turistům naučnou stezku s názvem Stopy ležácké tragédie. Po celé stezce jsou nainstalovány informační panely, stezka má celkem 8 zastavení.
Každoročně v červnu pořádá památník k výročí vypálení Ležáků pietní akt. Od roku 2013 probíhá před pietní vzpomínkou branný závod pro mládež Ležácký memoriál a od roku 2016 přespolní běh mládeže Memoriál Josefa Šťulíka.

## Galerie

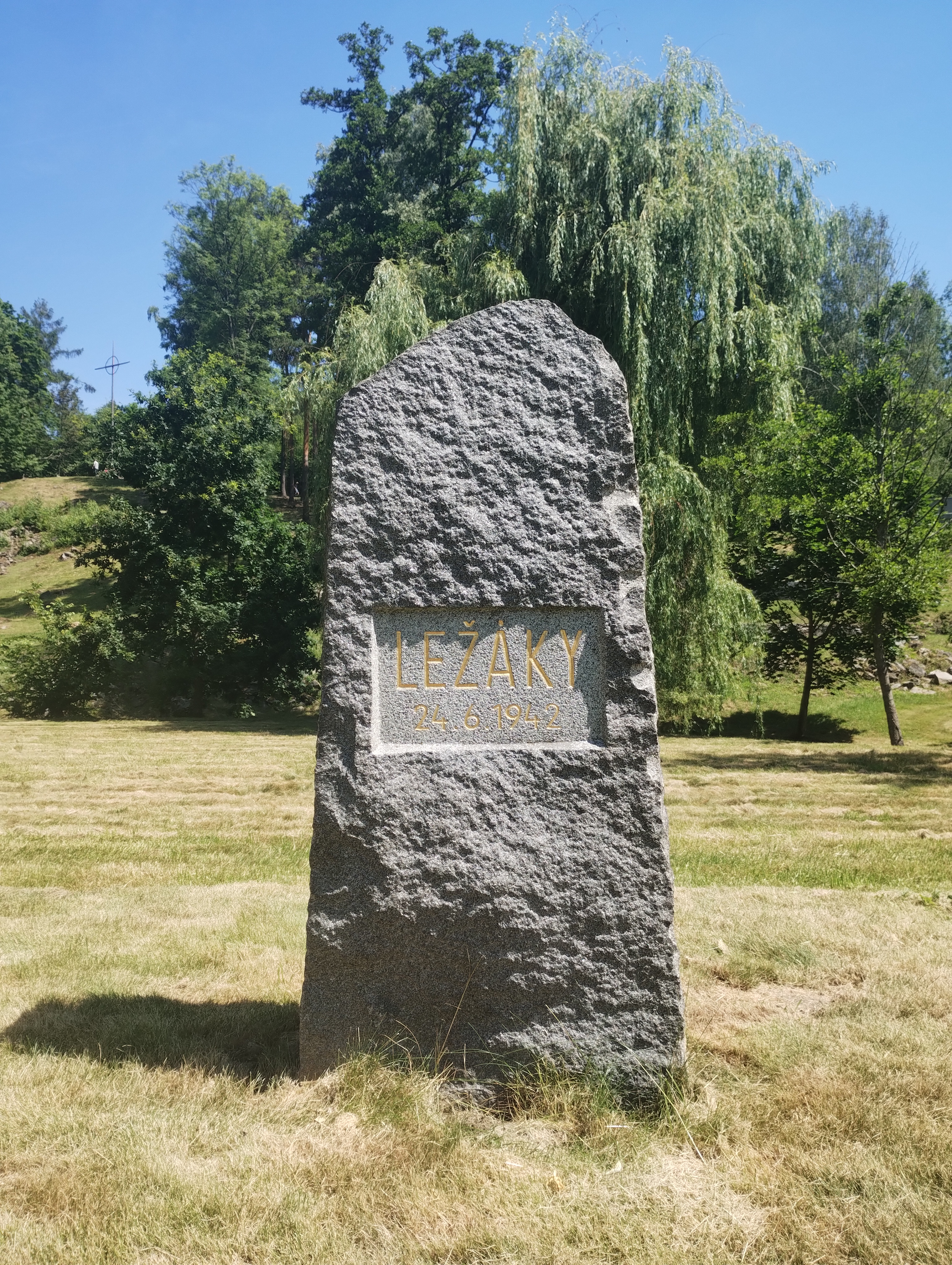
Žulový pomník z roku 1945
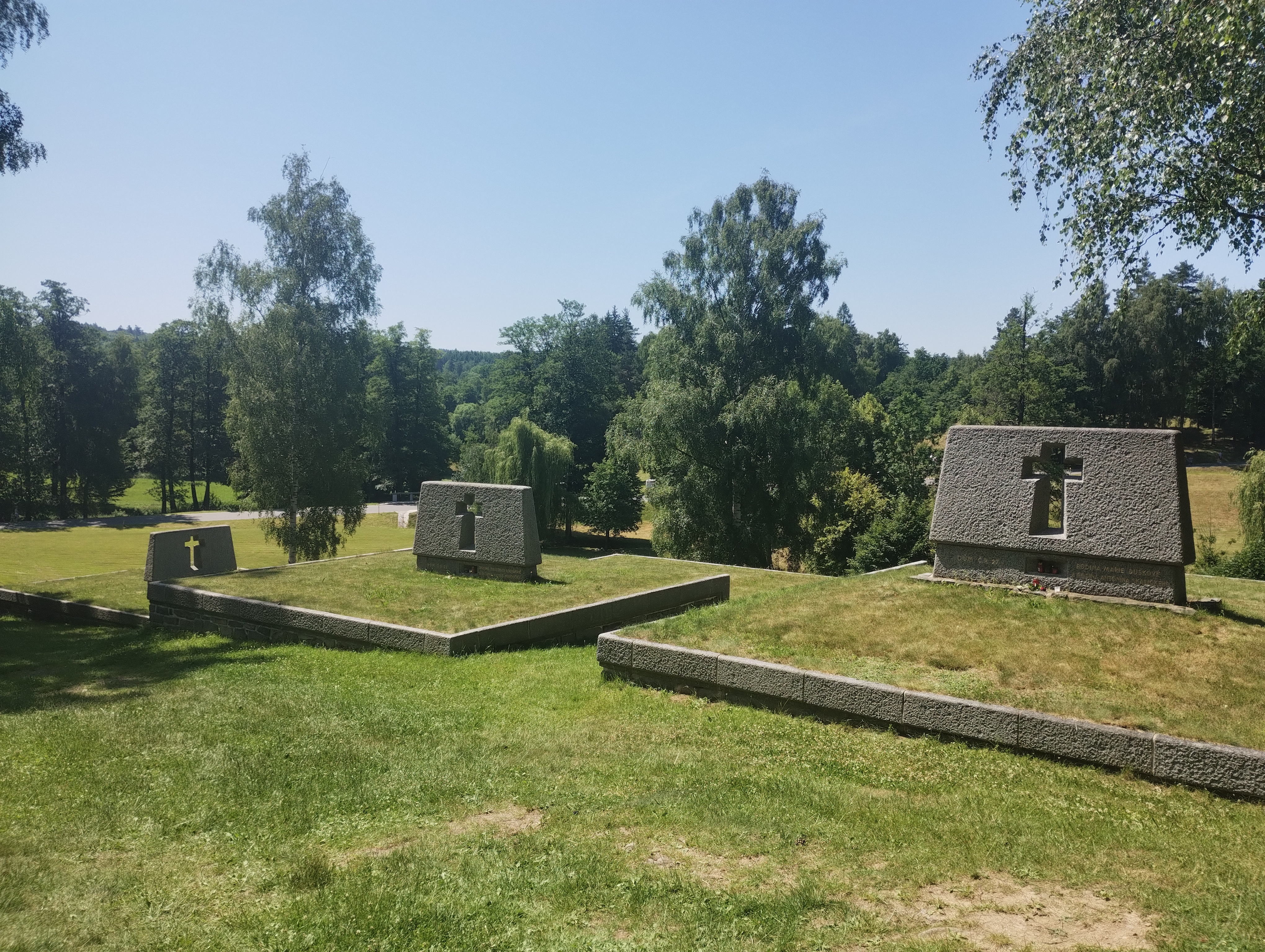
"Hrobodomy" v Ležákách
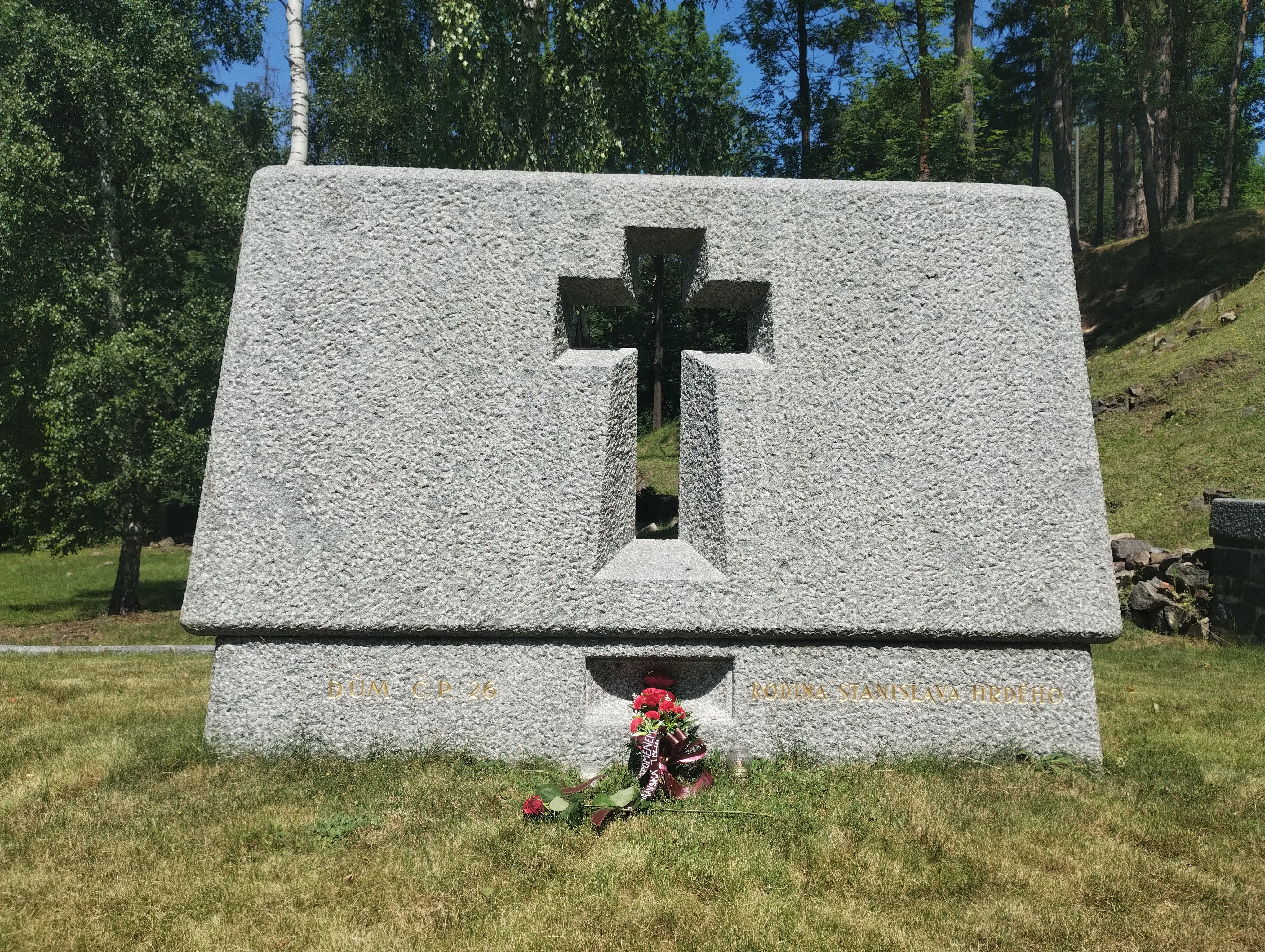
Pomník v místě domu čp. 26
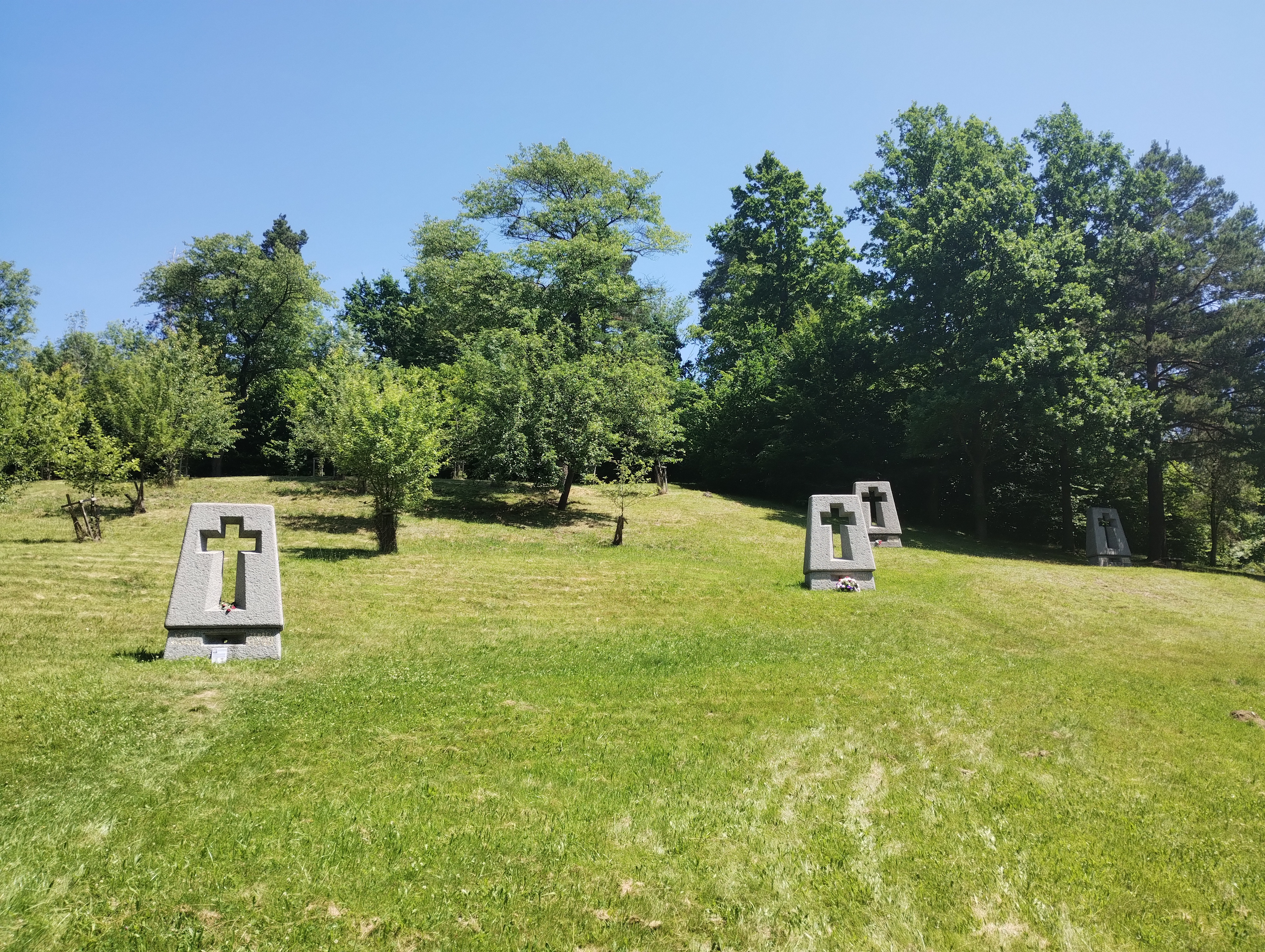
Pomníky osob spojených s ležáckou tragédií
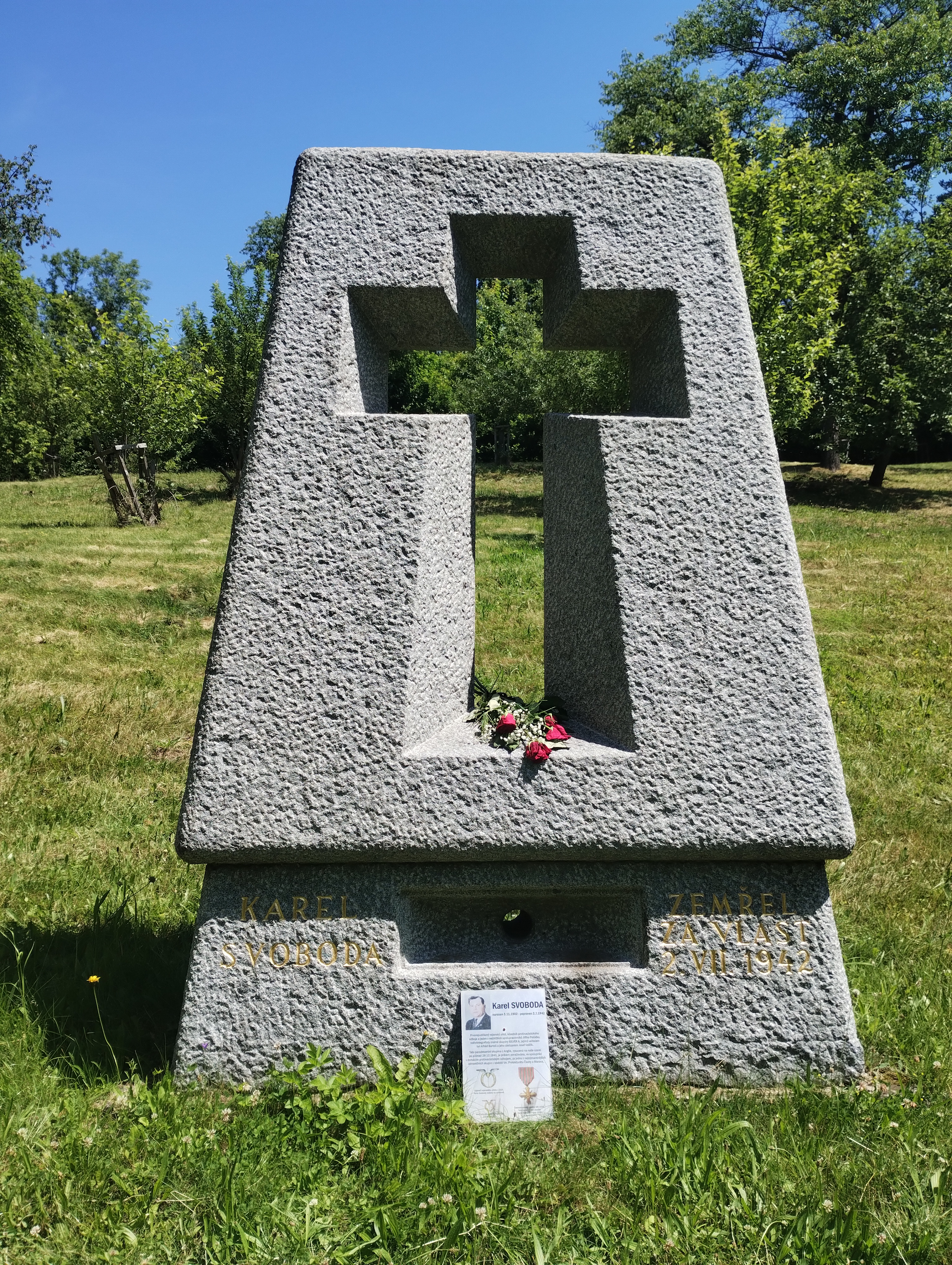
Pomník Karla Svobody
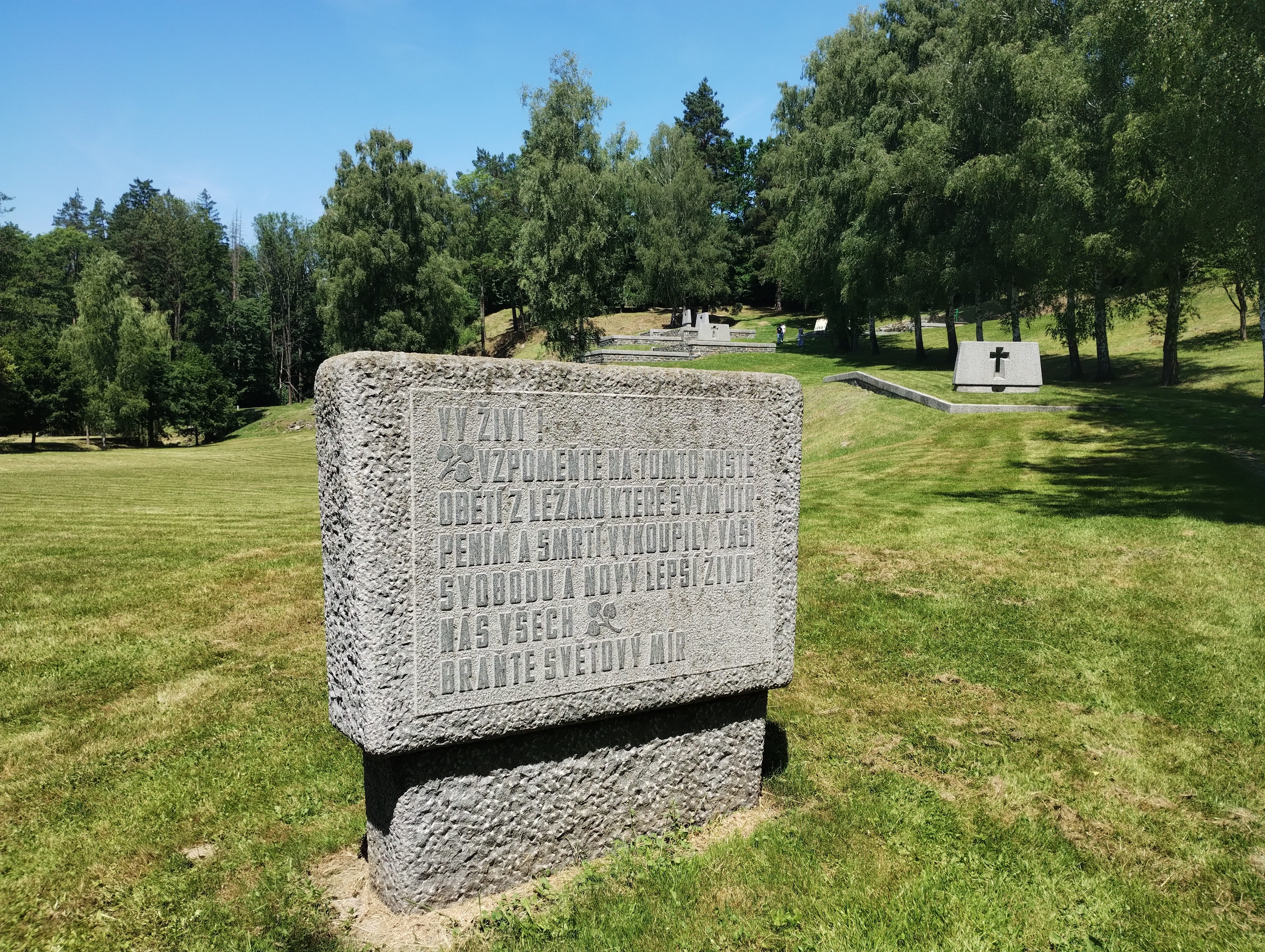
Kamenná deska na Pietním území Ležáky
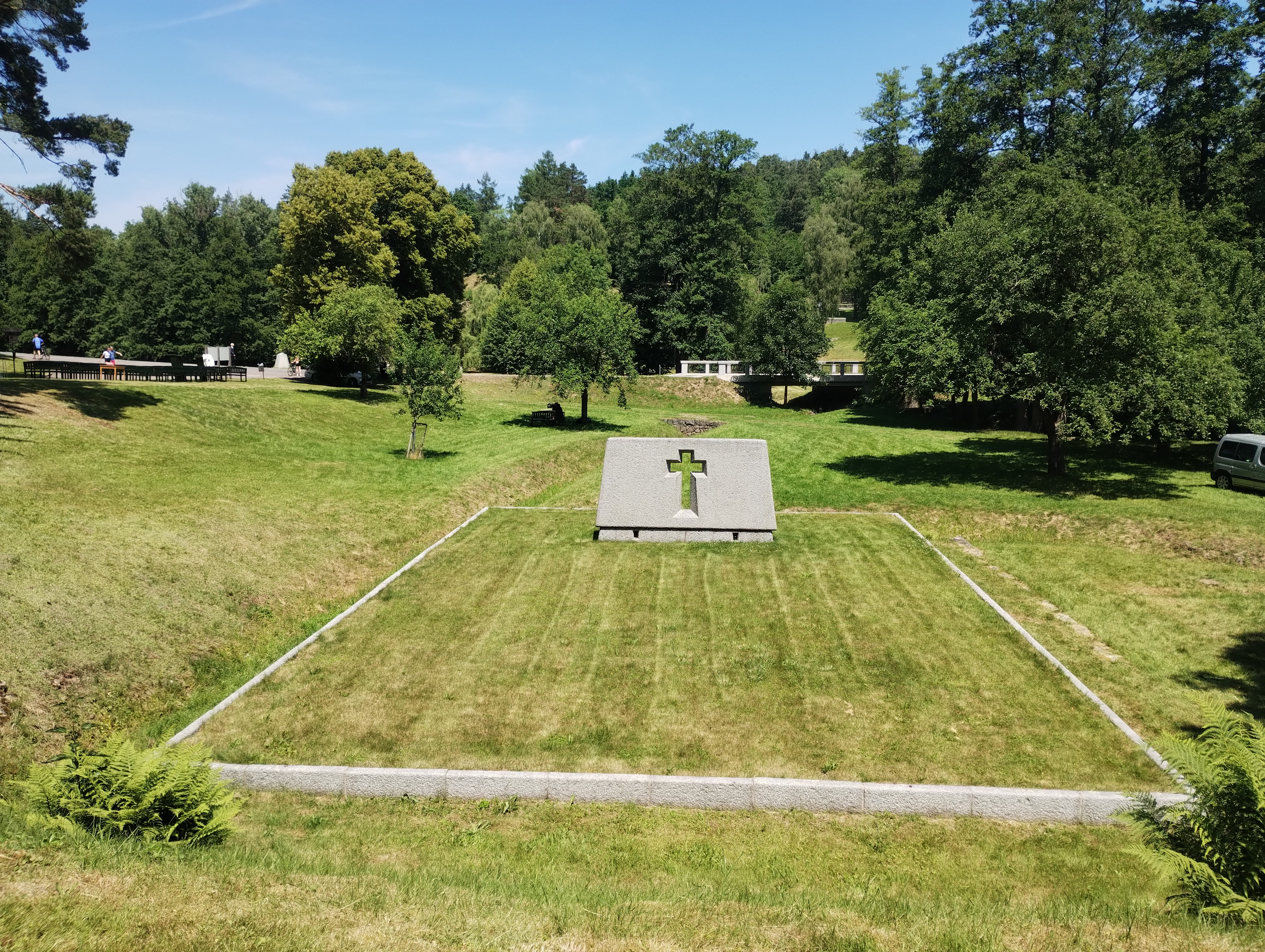
Švandův mlýn
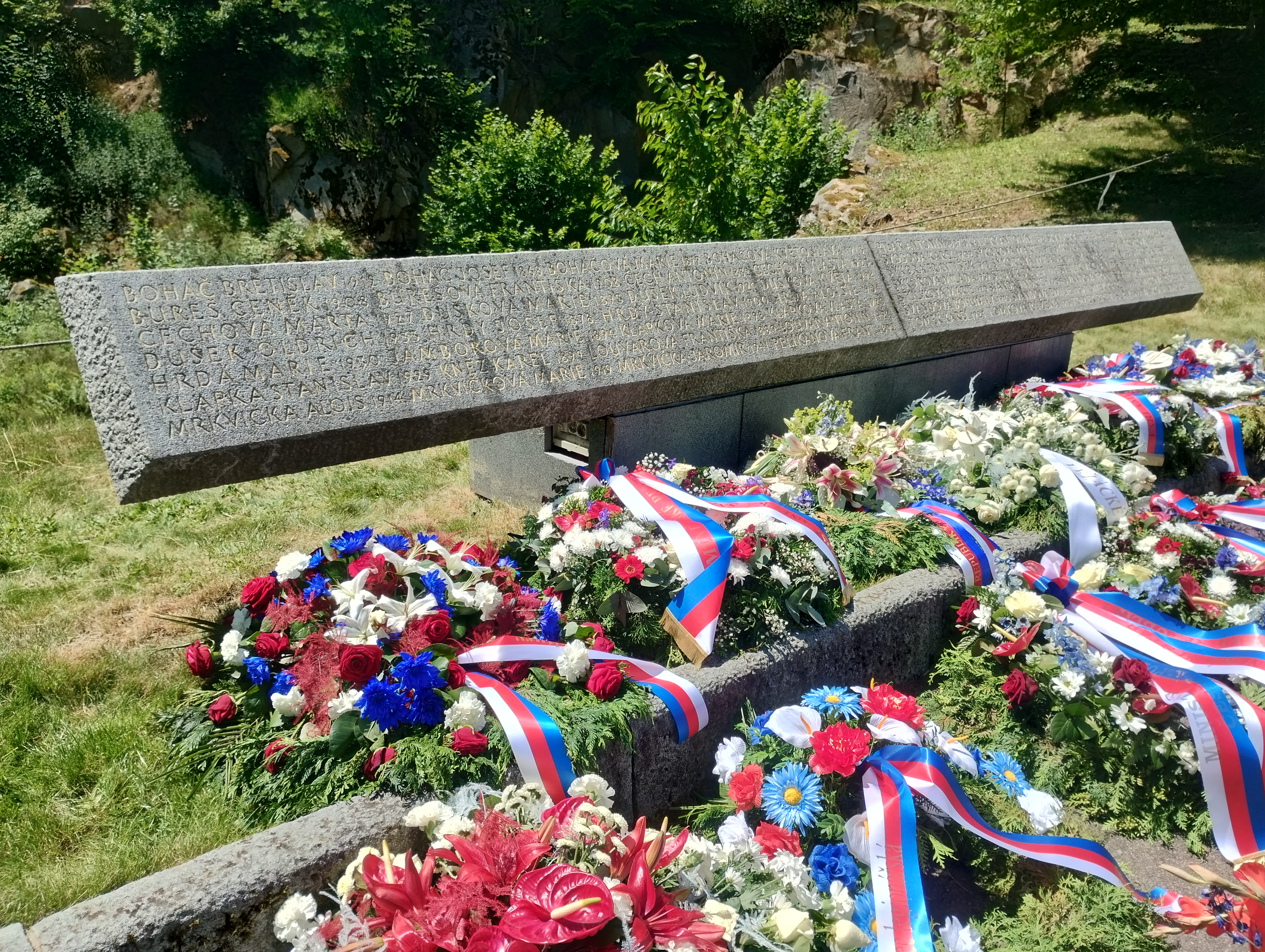
Kniha obětí
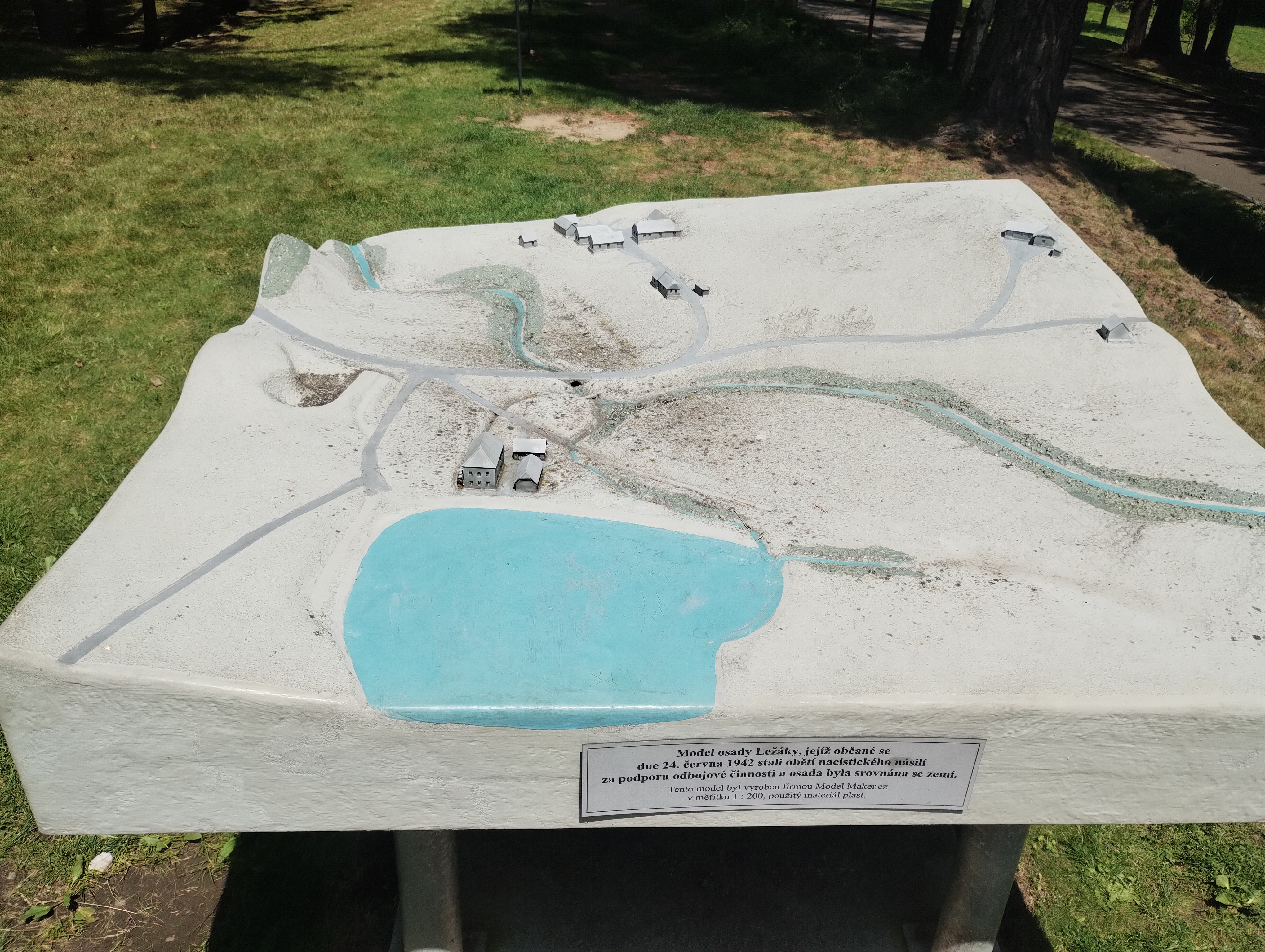
Model osady Ležáky u muzea, v měřítku 1 : 200
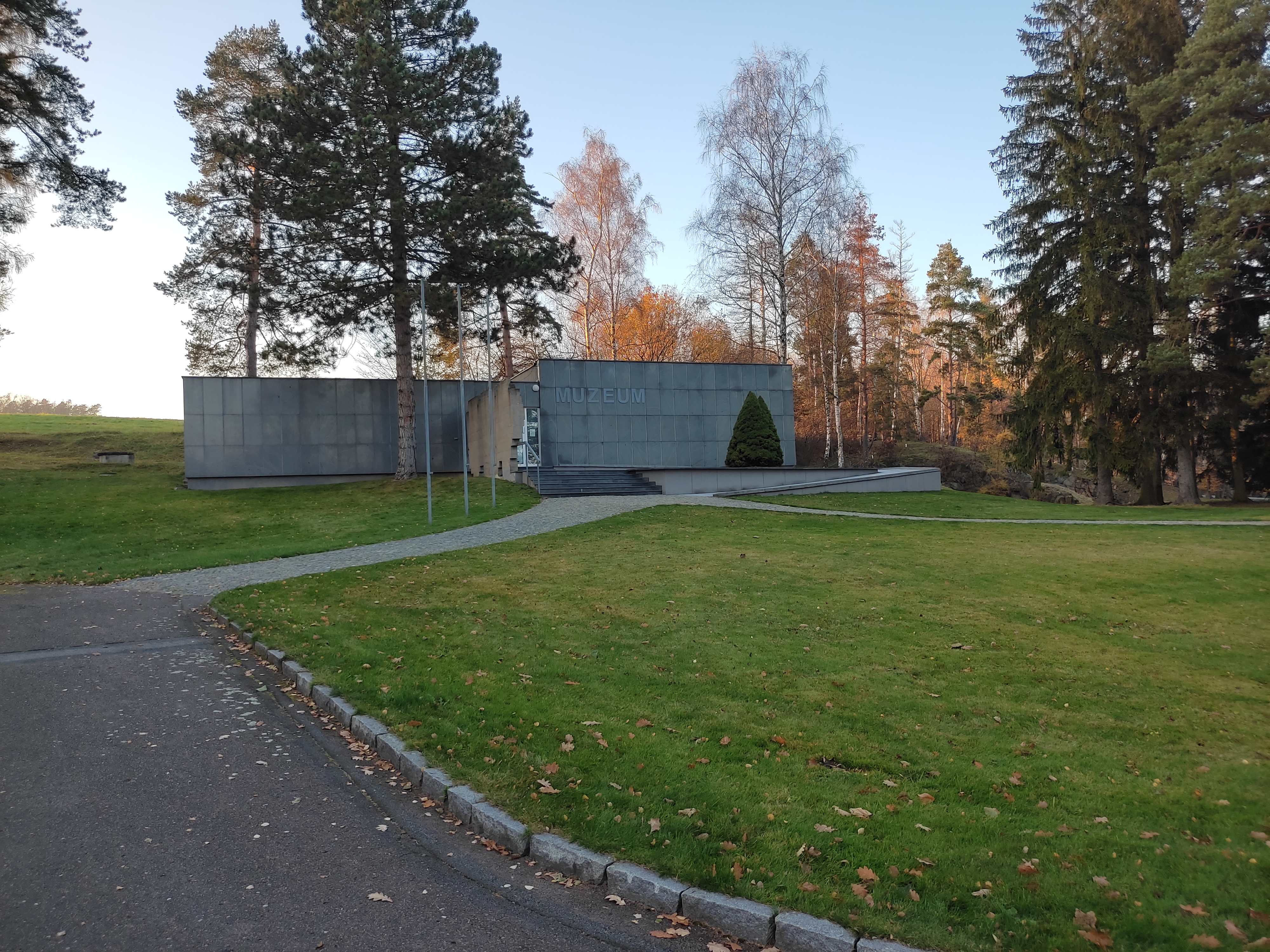
Budova muzea Památníku Ležáky
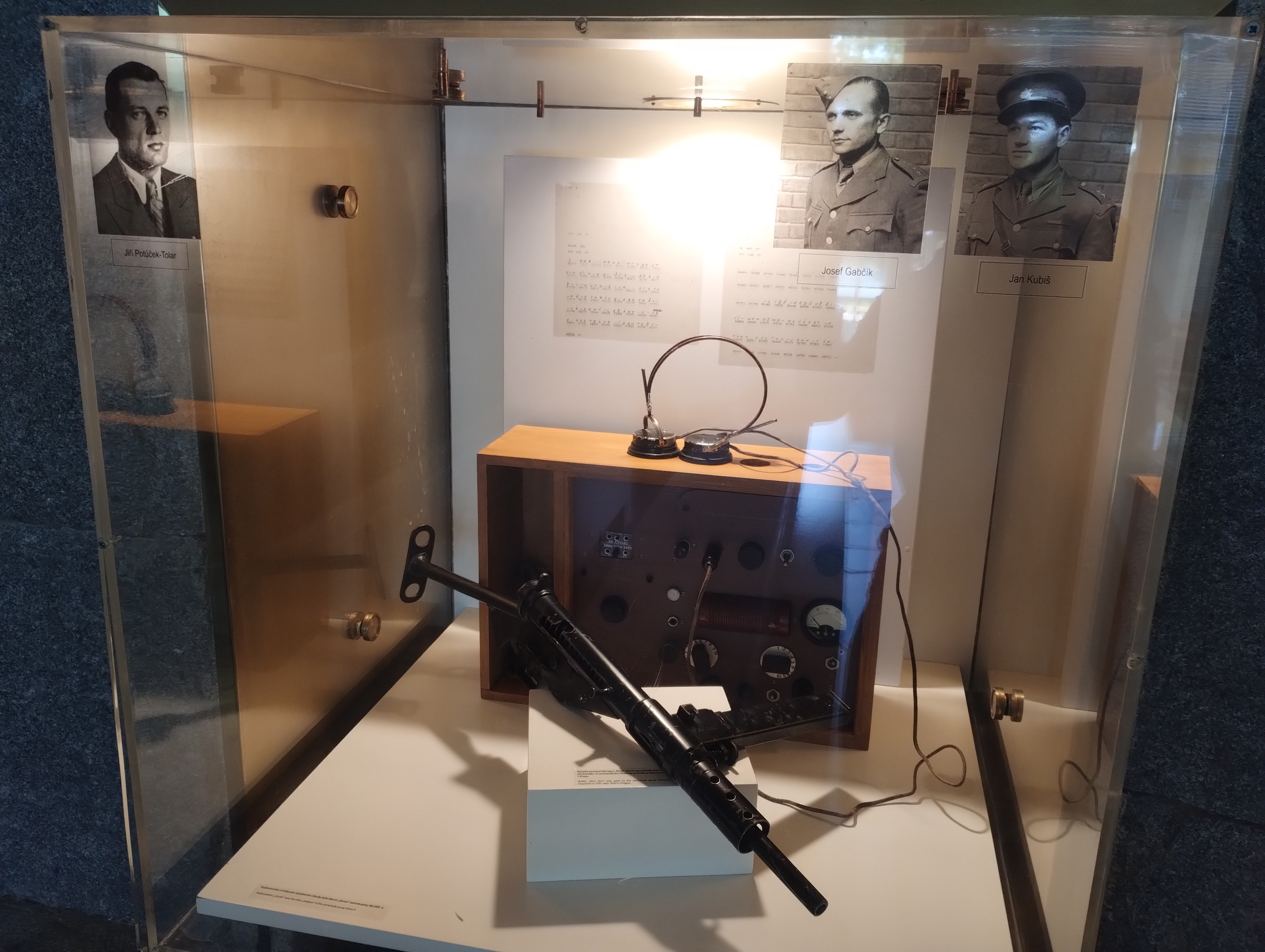
Replika vysílačky Libuše
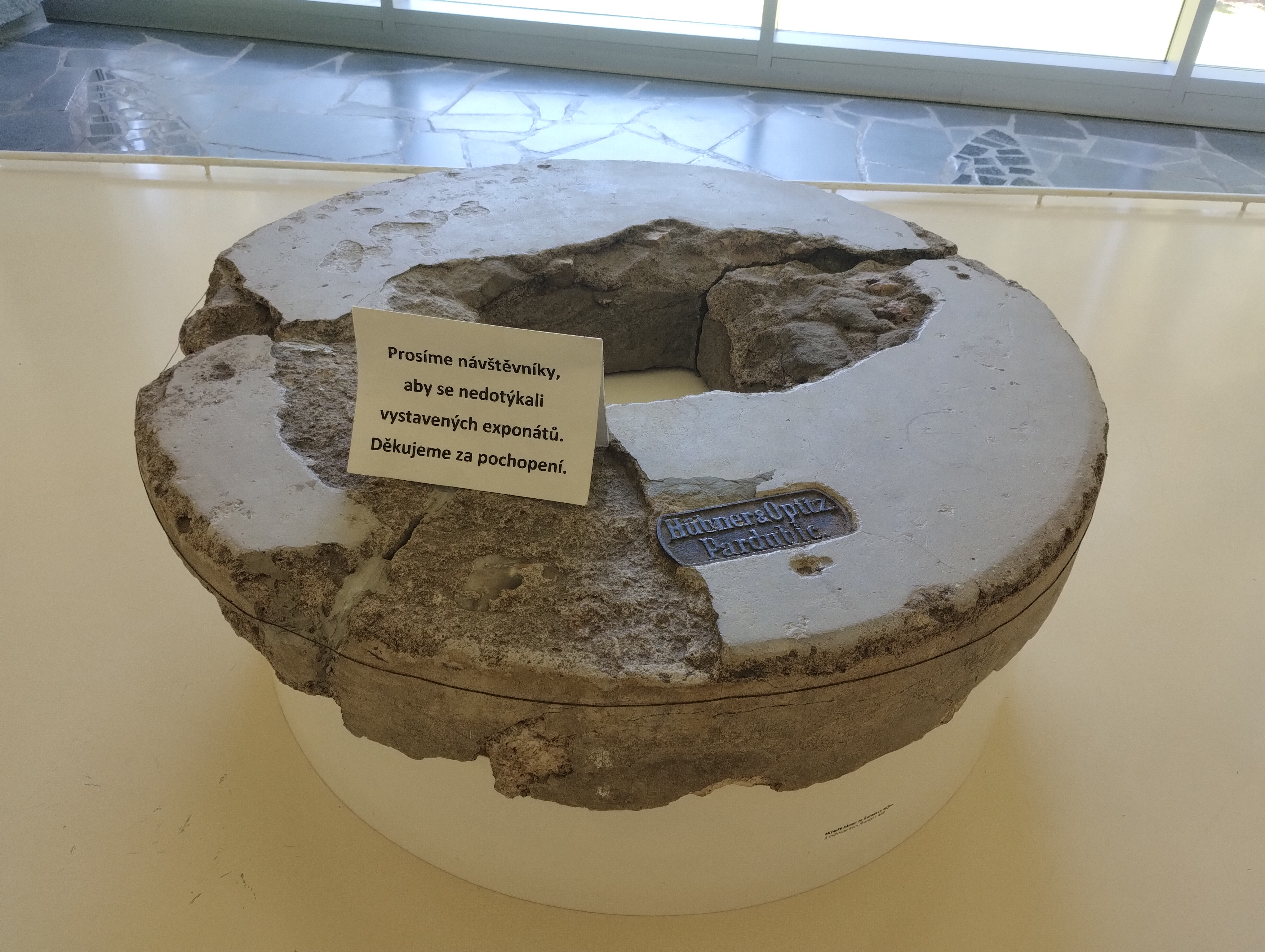
Mlýnský kámen ze Švandova mlýna vystavený v muzeu Památníku Ležáky